# 协子河站
协子河站位于中华人民共和国湖北省武汉市汉南区武汉经济技术开发区，是武汉地铁16号线的地铁车站。

## 车站结构
协子河站位于马影河大道与规划路交叉口西侧，沿东西向马影河大道敷设。车站主体为路中高架三层侧式站台车站。车站西侧为协子河及现状鱼塘，东侧为欧镇奥特莱斯、绿地城综合社区及绿地汉南欧洲风情小镇，路侧为车站附属用房。车站主体长约155.2m，标准段宽度为23.1m，主体建筑高度约为19.9米。车站附属用房长约88.75m，宽度约为25.9m，高度为15.7m。设置四个出入口。

### 车站出口
|                                                 |            |      |  |
| 出口編號                                        | 設施       | 照片 |  |
| A                                               | （未开放） |      |  |
| B                                               |            |      |  |
| C₁                                              |            |      |  |
| C₂                                              |            |      |  |
| D                                               | （未开放） |      |  |
| 注： 設有升降機 \| 設有輪椅升降台 \| 設有洗手間 |            |      |  |

## 邻近地区
绿地欧镇风情街。

### 内部链接
- 武汉地铁车站列表